# Germany.net
germany.net war einer der frühen Onlinedienste Deutschlands.
germany.net wurde 1994 von Michaela Merz und Stephan Hess in Frankfurt am Main gegründet. Der Dienst hatte 1999 mehr als 500.000 Teilnehmer. Diese konnten kostenlos im deutschen Teil des Internets surfen, lediglich die Telefongebühren zum nächstgelegenen Einwahlknoten (es gab bis zu 30 regionale PoPs, die 1999 zum Beginn des Call-by-Call-Zeitalters durch bundeseinheitliche Rufnummern ersetzt wurden) mussten vom Nutzer bezahlt werden. Dieser „kostenlose“ Zugang war in der damaligen Zeit eine Besonderheit (Compuserve, T-Online und AOL rechneten zusätzlich zu den anfallenden Telefongebühren nach Minuten ab; es gab nur einige wenige Anbieter, die Pauschalen für um 30 DM anboten). Ähnlich AOL wurde eine Einwahl-Software auf CD angeboten, um Einsteigern den Zugang zum Internet zu vereinfachen. Versierte Nutzer konnten aber auch direkt das in Windows 95 neu entwickelte DFÜ-Netzwerk benutzen, was eine wesentliche Verbesserung zum Chameleon Dialer unter Windows 3.1 bedeutete. Andere unterstützte Betriebssysteme waren Mac-OS und Linux. Allerdings war der Zugriff auf das Internet bei germany.net beschränkt: Sämtlicher Verkehr musste über einen Proxy laufen, der sporadisch Werbung einblendete (durch die sich das Angebot finanzierte). Die Nutzung von Diensten wie Telnet oder IRC war nicht möglich. Über einen volumenabhängigen Premiumtarif war auch Zugang zum internationalen Internet möglich. Später bot germany.net einige Features (zum Beispiel IRC-Zugriff über SOCKS-Proxy) gegen Gebühr an, einen vollwertigen Internetzugang stellte das Angebot allerdings nie dar.
Unter dem Namen germany.net IP-Dienste wurden aber auch Stand- und Wahlleitungszugänge für Geschäftskunden angeboten. Die Zugänge waren natürlich transparent ohne Proxy. Über GRIC-Dial konnten auch Roaming-User die Infrastruktur von germany.net benutzen. Andere Dienste für Geschäftskunden war die Bereitstellung von Webspace und E-Mail.
germany.net etablierte viele Onlineangebote, die heute selbstverständlich sind. So wurden variable Daten (wie zum Beispiel der Name des Benutzers) direkt in Webseiten eingebaut, die Kleingeldbörse erlaubte schon 1995 den Kauf von Informationen und Dienstleistungen, die Fahrpläne der Deutschen Bahn AG wurden (wie automatische Reisebuchungen und die Meldungen verschiedener Nachrichtendienste) im Internet erstmals über germany.net online gestellt. Durch Schalten von Werbeseiten (Adbreaks) wurden schon recht früh Formen des Online-Marketings entwickelt und eingesetzt.
Das Management von germany.net konnte zunächst die RWE, später dann auch die Deutsche Bank als Investoren gewinnen. 1998 wurde germany.net vollständig von o.tel.o, dem Telekommunikationsdienst von RWE Telliance und Vebacom (VEBA) übernommen. Mit dem Verkauf am 1. April 1999 von o.tel.o an Mannesmann Arcor für 2,25 Milliarden DM (1,15 Milliarden Euro) wechselte auch germany.net mit 600.000 Kunden zu Arcor und wurde Ende 2001 in Arcor Online umbenannt. Ein Jahr zuvor wurde die Marke Nexgo ins Leben gerufen, die die drei Onlinedienste von germany.net, otelo und Arcor mit dem Konzept eines Persönlicher Internetassistent (PIA) genannten Unified-Messaging-Portals unter dem Dach des Nexgo-Webportals vereinen sollte. Wenige Monate später wurde die Online-Marke Nexgo durch Arcor ersetzt, wobei das charakteristische PIA-Bedienrad als Navigationselement bis Ende 2007 erhalten blieb.
Michaela Merz verließ 1999 als letzte Gründerin die Gesellschaft.
Die germany.net-E-Mail-Adressen (in der Form @germanynet.de) sind noch heute über den Nachfolgedienst Vodafone verwendbar. Die Kleingeldbörse existierte bis März 2017 und wurde nach Auszahlung der Geldbeträge eingestellt.